# De Profundis (gra)
De Profundis – system, a właściwie gra wywodząca się z gier fabularnych, należący do nurtu Nowej Fali. Stworzony przez Michała Oracza, w oparciu o koncepcję psychodramy. Wydana w 2001; w 2009 ukazała się druga edycja.
W De Profundis gracze uczestniczą bez udziału Mistrza Gry, a sama gra polega na rzeczywistej korespondencji między uczestnikami gry, w której wymieniają się oni informacjami dotyczącymi życia ich postaci. Klimat gry oparty jest na prozie Howarda Phillipsa Lovecrafta.
Podręcznik liczy zaledwie kilkanaście stron, a mechanika gry ogranicza się do określenia sposobu budowania grozy i nastroju niesamowitości.
Gra została przetłumaczona na j. angielski, niemiecki i hiszpański.
W 2002 gra była nominowana do Diana Jones Award for Excellence in Gaming.